# Instituto del Templo
El Instituto del Templo ( מכון המקדש) es un Museo, Instituto de Investigación y Centro Educativo dedicada a los dos  Templos de Jerusalén y el "futuro Tercer templo de Jerusalén" que se construirán en el Monte del Templo según la tradición judía. Establecido en 1987 por el rabino Yisrael Ariel. El instituto del templo este situado en el Barrio judío de la ciudad vieja de Jerusalén cerca de la Muro Occidental. Fuera del Instituto del Templo hay un modelo de la Menorá.
- Datos: Q2909160
- Multimedia: The Temple Institute / Q2909160